# (10239) Hermann
(10239) Hermann ist ein Asteroid des Hauptgürtels, der am 10. Oktober 1981 in der Anderson-Mesa-Station im LONEOS-Projekt (Suche nach erdnahen Objekten) entdeckt wurde. Die Umlaufdauer um die Sonne beträgt 5,6 Jahre. 
Der Asteroid wurde nach Shawn M. Hermann (* 1975) benannt, einem der ersten Beobachter im LONEOS-Projekt. Zwischen 1998 und 1999 entdeckte er zwei Asteroiden vom Apollo-Typ, einen Asteroiden vom Amor-Typ und einen Kometen.